# Bab Agnaou

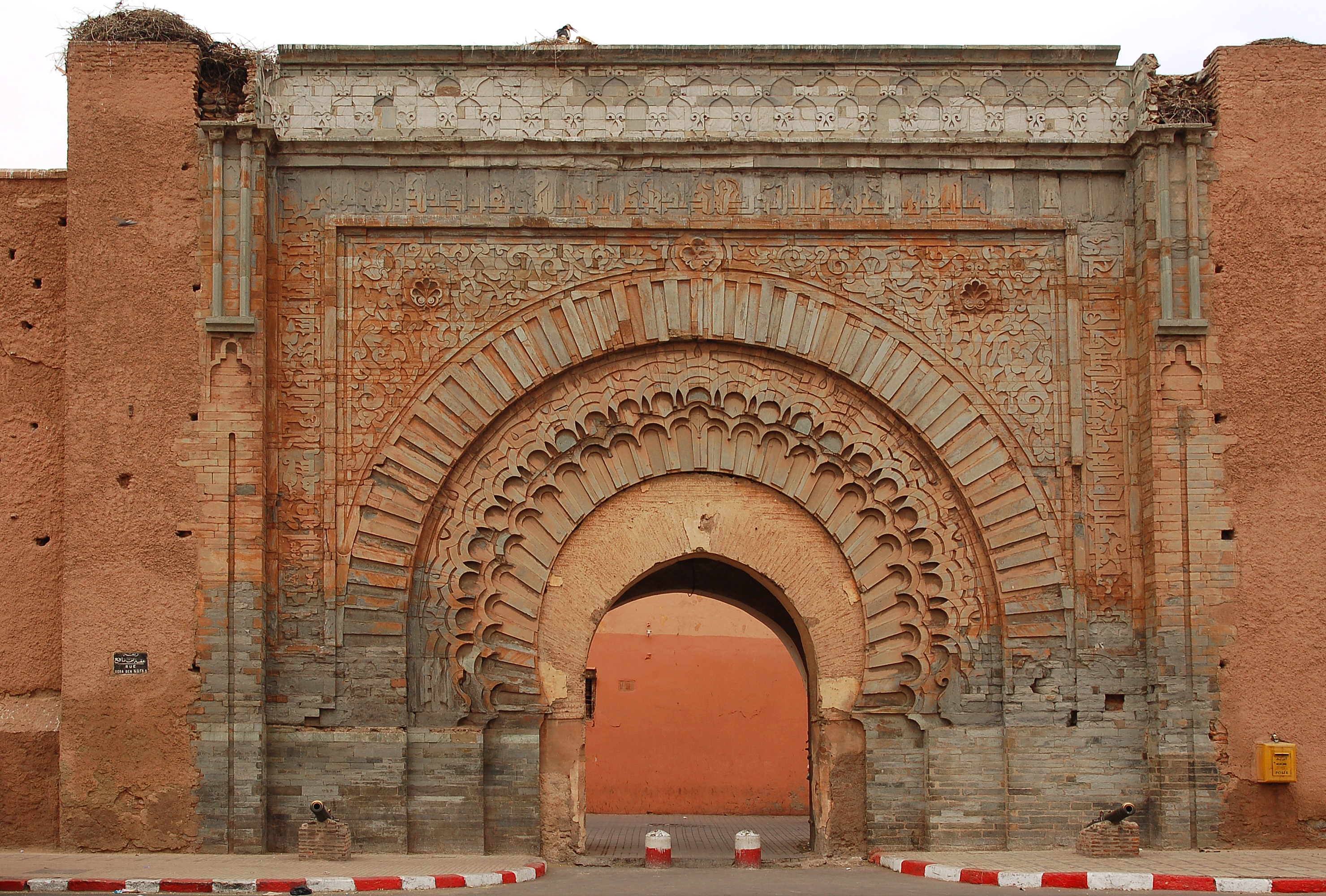
Bāb Agnāw.

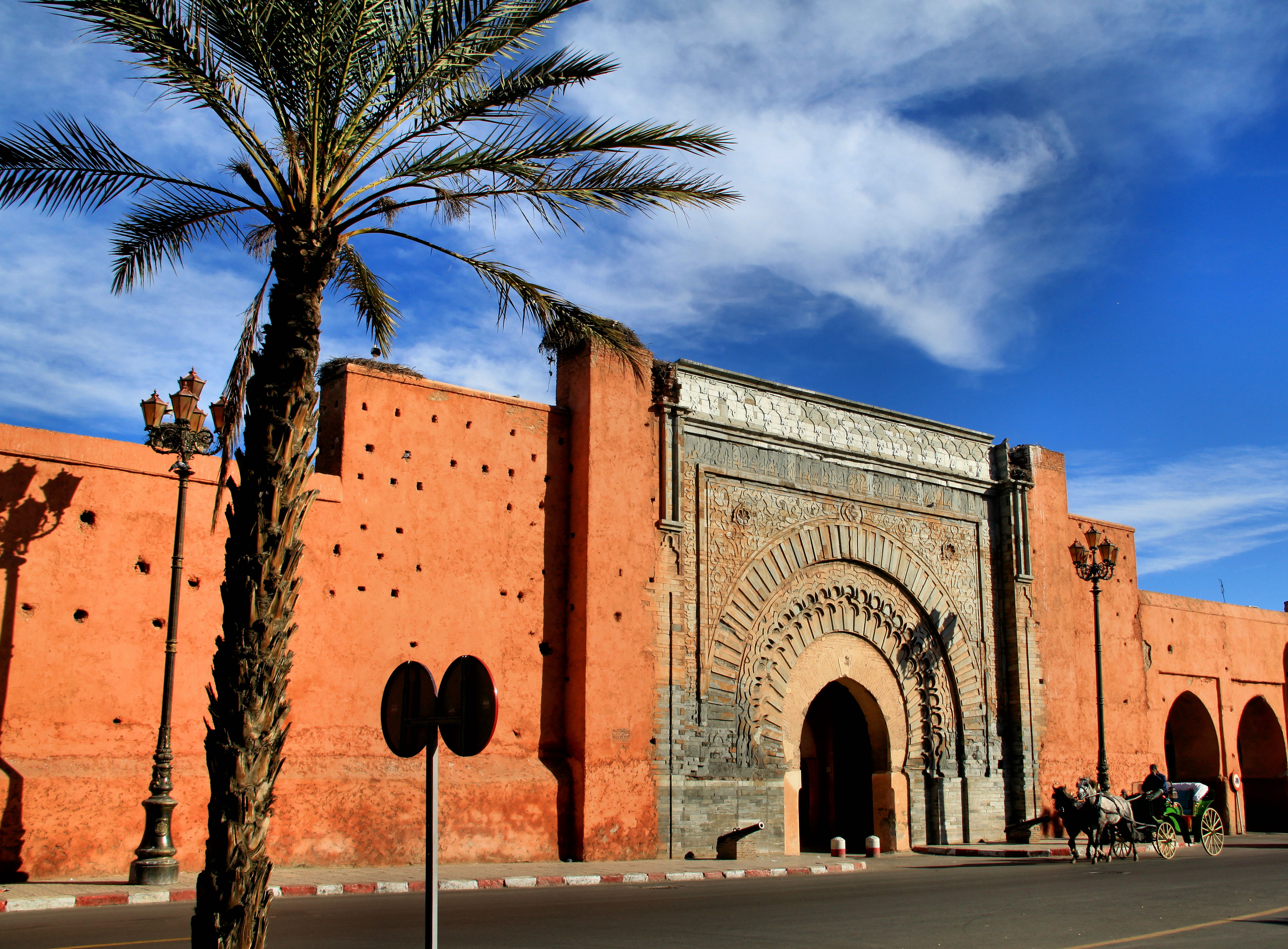

Bāb Agnāou (arabo: باب اكناو), è una delle diciannove porte della medina (città vecchia) di Marrakesh, in Marocco. Fu fatta costruire nel XII secolo dalla dinastia degli Almohadi.
Mentre Bāb al-Rubʿ era l'ingresso ufficiale alla città, Bab Agnaou dà ingresso alla qasba, la cittadella reale, nella parte meridionale della medina di Marrakesh. La qasba, costruita dal califfo almohade Abū Yūsuf Yaʿqūb al-Manṣūr, è il sito della Moschea al-Manṣūriyya, del Palazzo El Badi (il palazzo della dinastia Sa'diana) e delle Tombe Sa'diane.

## Etimologia
La teoria più comune è che il nome Agnāw, come Gnawa, derivi dalla parola berbera che indica le persone di colore. Questo poteva significare la porta che guardava verso sud, verso l'Africa subsahariana. Altre fonti contestano ciò e traducono il termine Agnāw con una parola berbera che significa l'ariete muto, senza corna.
La porta è chiamata anche Bab al-Kohl (la porta dei neri), e, in alcune fonti storiche, Bab el-Qsar (Bāb al-Qasr, la porta del palazzo).

## Progettazione e costruzione
La funzione del cancello, che fungeva d'ingresso della cittadella reale, era soprattutto decorativa. La facciata è composta da sezioni alternate di pietra e mattoni. Gli angoli sono decorati con motivi floreali che si estendono attorno ad una forma di conchiglia. Questo ornamento è incorniciato da tre pannelli che hanno un'iscrizione del Corano.
La porta oggi è in cattivo stato. Le cause del degrado sono attribuite alla presenza di sali solubili, in particolare cloruri e solfati, presenti nella malta utilizzata per fissare le pietre. Il locale inquinamento atmosferico sta avendo un effetto negativo sullo stato del cancello.
Bāb Agnāou fu rinnovata e ridotta di dimensioni durante il regno del sultano alawita Muḥammad ibn ʿAbd Allāh, nella metà del XVIII secolo.